# Vucherens
Vucherens es una comuna suiza del cantón de Vaud, situada en el distrito de Broye-Vully. Limita al norte con la comuna de Syens, al este con Vulliens, al sur con Carrouge, al oeste con Ropraz, y al noroeste con Hermenches.
La comuna hizo parte hasta el 31 de diciembre de 2007 del distrito de Moudon, círculo de Moudon.